# Filmjahr 1979
Liste der Filmjahre

◄◄ | ◄ | 1975 | 1976 | 1977 | 1978 | Filmjahr 1979 | 1980 | 1981 | 1982 | 1983 | ► | ►►

Weitere Ereignisse

## Ereignisse
- 22. Januar: In den Dritten Programmen der ARD wird die erste Folge der Fernsehserie Holocaust – Die Geschichte der Familie Weiss ausgestrahlt.
- 16. März: Der Spielfilm The China Syndrome mit Jane Fonda, Jack Lemmon und Michael Douglas in den Hauptrollen kommt in die Kinos der USA. Der Thriller über einen Reaktorunfall erfährt nur wenig später massives Medienecho, als am 28. März auf Three Mile Island tatsächlich eine Kernschmelze passiert.
- 3. Mai: Uraufführung von Die Blechtrommel (Regie: Volker Schlöndorff). Das als internationale Koproduktion entstandene Werk ist der erste deutsche Film, der als Bester fremdsprachiger Film mit einem Oscar ausgezeichnet worden ist
- 25. Mai: Uraufführung von Alien – Das unheimliche Wesen aus einer fremden Welt (Regie: Ridley Scott). Mit Sigourney Weaver als Ripley gelang in diesem Film erstmals einer Frau der Durchbruch im Actiongenre.
- 17. August: Die Uraufführung des Spielfilms Monty Python’s Life of Brian (Das Leben des Brian) der britischen Komikergruppe Monty Python führt zu Protesten christlicher und jüdischer Gruppierungen, die eine Verhöhnung ihrer religiösen Gefühle wahrnehmen. In der Folge kommt es zu Aufführungsboykotten und -verboten in mehreren Ländern.
- Die Brüder Harvey Weinstein und Bob Weinstein gründen die Filmproduktionsfirma Miramax Films.
- George Harrison gründet die Filmproduktionsfirma HandMade Films, um die Filmproduktion von Das Leben des Brian zu übernehmen.
- Der erste Star Trek Film, Star Trek: Der Film, startet am 7. Dezember in den USA
- Januar – Die Sieger der BRAVO Otto Leserwahl 1978 werden vorgestellt:
  - Kategorie – männliche Filmstars: Gold John Travolta, Silber Bud Spencer, Bronze Pierre Brice
  - Kategorie – weibliche Filmstars: Gold Nastassja Kinski, Silber Olivia Pascal, Bronze Karen Lynn Gorney
- Dezember – Die Sieger der BRAVO Otto Leserwahl 1979 werden vorgestellt:
  - Kategorie – männliche Filmstars: Gold John Travolta, Silber Bud Spencer, Bronze Roger Moore
  - Kategorie – weibliche Filmstars: Gold Olivia Pascal, Silber Nastassja Kinski, Bronze Elizabeth Taylor

## Erfolgreichste Filme

### Top 10 in Deutschland
Die zehn erfolgreichsten Filme an den deutschen Kinokassen nach Besucherzahlen (Stand: 21. November 2018):
| Platz           | Filmtitel                                           | Besucher  |
| --------------- | --------------------------------------------------- | --------- |
| 1.              | Louis’ unheimliche Begegnung mit den Außerirdischen | 5.600.000 |
| 2.              | Das Krokodil und sein Nilpferd                      | 5.350.000 |
| 3.              | James Bond 007 – Moonraker – Streng geheim          | 5.300.000 |
| 4.              | Superman                                            | 4.153.000 |
| 5.              | Die Blechtrommel                                    | 3.918.901 |
| 6.              | Apocalypse Now                                      | 3.366.675 |
| 7.              | Zombie                                              | 3.150.000 |
| 8.              | Der Große mit seinem außerirdischen Kleinen         | 3.100.000 |
| 9.              | Der Windhund                                        | 3.000.000 |
| 10.             | Ein Käfig voller Narren                             | 2.650.000 |
| Kinostarts 1979 |                                                     |           |

### Top 10 in den USA und Kanada
Die zehn erfolgreichsten Filme an den nordamerikanischen Kinokassen nach Einspielergebnis.
| Platz | Filmtitel                     | Einspielergebnis in US-Dollar |        |
| ----- | ----------------------------- | ----------------------------- | ------ |
| 1.    | Kramer vs. Kramer             | 106.260.000                   | [ 2 ]  |
| 2.    | The Amityville Horror         | 86.432.520                    | [ 3 ]  |
| 3.    | Rocky II                      | 85.182.160                    | [ 4 ]  |
| 4.    | Apocalypse Now                | 83.471.511                    | [ 5 ]  |
| 5.    | Star Trek: The Motion Picture | 82.258.456                    | [ 6 ]  |
| 6.    | Alien                         | 80.931.801                    | [ 7 ]  |
| 7.    | 10                            | 74.865.517                    | [ 8 ]  |
| 8.    | The Jerk                      | 73.691.419                    | [ 9 ]  |
| 9.    | Moonraker                     | 70.308.099                    | [ 10 ] |
| 10.   | The Muppet Movie              | 65.200.000                    | [ 11 ] |

### In anderen Staaten
| Land                   | Filmtitel                                    | Besucher    |        | Einspielergebnis in US-Dollar |               |
| ---------------------- | -------------------------------------------- | ----------- | ------ | ----------------------------- | ------------- |
| Volksrepublik China    | Bao mi ju de qiang sheng/Gunshots in the CIB | 600.000.000 | [ 12 ] | 116.000.000                   | [ 12 ]        |
| Frankreich             | Le Gendarme et les extra-terrestres          | 6.280.070   | [ 13 ] |                               |               |
| Indien                 | Suhaag                                       |             |        | 12.310.000                    | [ 14 ] [ 15 ] |
| Italien                | Superman                                     | 904.000     | [ 16 ] |                               |               |
| Japan                  | Ginga Tetsudō 999                            |             |        |                               |               |
| Sowjetunion            | Sholay                                       | 60.000.000  | [ 17 ] | 28.200.000                    | [ 18 ]        |
| Spanien                | Superman                                     | 4.795.628   | [ 19 ] | 9.763.080                     | [ 19 ] [ 20 ] |
| Vereinigtes Königreich | Superman                                     | 10.190.000  | [ 21 ] | 24.455.309                    | [ 22 ] [ 23 ] |

## Filmpreise

### Golden Globe Awards 1979
Am 27. Januar findet im Beverly Hilton Hotel in Los Angeles die Golden-Globe-Verleihung statt.
- Bestes Drama: 12 Uhr nachts – Midnight Express (Midnight Express) von Alan Parker
- Bestes Musical/Komödie: Der Himmel soll warten von Warren Beatty
- Bester Schauspieler (Drama): Jon Voight in Coming Home – Sie kehren heim
- Beste Schauspielerin (Drama): Jane Fonda in Coming Home – Sie kehren heim
- Bester Schauspieler (Musical/Komödie): Warren Beatty in Der Himmel soll warten
- Beste Schauspielerin (Musical/Komödie): Maggie Smith in Das verrückte California-Hotel und Ellen Burstyn in Nächstes Jahr, selbe Zeit
- Bester Nebendarsteller: John Hurt in 12 Uhr nachts – Midnight Express
- Beste Nebendarstellerin: Dyan Cannon in Der Himmel soll warten
- Bester Regisseur: Michael Cimino für Die durch die Hölle gehen
- Beste Musik: Giorgio Moroder für Midnight Express
- Cecil B. deMille Award: Lucille Ball

### Academy Awards 1979
Im Dorothy Chandler Pavilion in Los Angeles findet am 9. April die Oscarverleihung statt.
- Bester Film: Die durch die Hölle gehen von Barry Spikings; Michael Deeley; Michael Cimino; John Peverall
- Bester Hauptdarsteller: Jon Voight in Coming Home – Sie kehren heim
- Beste Hauptdarstellerin: Jane Fonda in Coming Home – Sie kehren heim
- Bester Regisseur: Michael Cimino für Die durch die Hölle gehen
- Bester Nebendarsteller: Christopher Walken in Die durch die Hölle gehen
- Beste Nebendarstellerin: Maggie Smith in Das verrückte California-Hotel
- Beste Kamera: Néstor Almendros für In der Glut des Südens
- Bestes Szenenbild: Paul Sylbert; Edwin O’Donovan; George Gaines für Der Himmel soll warten
- Beste Filmmusik: Giorgio Moroder für 12 Uhr nachts – Midnight Express
- Bester fremdsprachiger Film: Frau zu verschenken von Bertrand Blier (Frankreich)
- Ehrenoscar: Museum of Modern Art, Laurence Olivier, Walter Lantz, King Vidor

### Internationale Filmfestspiele von Cannes 1979
Das Festival beginnt am 10. Mai und endet am 24. Mai. Die Jury unter Präsident Françoise Sagan vergibt folgende Preise:
- Goldene Palme: Die Blechtrommel von Volker Schlöndorff und an den zu der Zeit noch unfertigen Apocalypse Now von Francis Ford Coppola
- Bester Schauspieler: Jack Lemmon in Das China-Syndrom
- Beste Schauspielerin: Sally Field in Norma Rae – Eine Frau steht ihren Mann
- Beste Regie: Terrence Malick für In der Glut des Südens

### Internationale Filmfestspiele Berlin 1979
Das Festival beginnt am 20. Februar und endet am 3. März. Die Jury unter Präsidentin Julie Christie vergibt folgende Preise:
- Goldener Bär: David von Peter Lilienthal
- Bester Schauspieler: Michele Placido in Ernesto
- Beste Schauspielerin: Hanna Schygulla in Die Ehe der Maria Braun
- Bester Regisseur: Astrid Henning-Jensen für Winterkinder

### Deutscher Filmpreis
- Bester Film: Die Blechtrommel von Volker Schlöndorff
- Beste Regie: Rainer Werner Fassbinder für Die Ehe der Maria Braun und Werner Schroeter für Neapolitanische Geschwister
- Beste Hauptdarstellerin: Hanna Schygulla und Gisela Uhlen für Die Ehe der Maria Braun
- Bester Hauptdarsteller: Klaus Kinski für Nosferatu – Phantom der Nacht und Valter Taub für David

### César 1979
- Bester Film: Das Geld der anderen von Christian de Chalonge
- Beste Regie: Christian de Chalonge für Das Geld der anderen
- Bester Hauptdarsteller: Michel Serrault für Ein Käfig voller Narren
- Beste Hauptdarstellerin: Romy Schneider für Eine einfache Geschichte
- Bester Nebendarsteller: Jacques Villeret für Ein Mann sucht eine Frau
- Beste Nebendarstellerin: Stéphane Audran für Violette Nozière
- Bester ausländischer Film: Der Holzschuhbaum von Ermanno Olmi

### British Academy Film Awards 1979
- Bester Film: Julia von Fred Zinnemann
- Beste Regie: Alan Parker für 12 Uhr nachts – Midnight Express
- Bester Hauptdarsteller: Richard Dreyfuss für Der Untermieter
- Beste Hauptdarstellerin: Jane Fonda für Julia
- Bester Nebendarsteller: John Hurt für 12 Uhr nachts – Midnight Express
- Beste Nebendarstellerin: Geraldine Page für Innenleben

### New York Film Critics Circle Award
- Bester Film: Kramer gegen Kramer von Robert Benton
- Beste Regie: Woody Allen für Manhattan
- Bester Hauptdarsteller: Dustin Hoffman in Kramer gegen Kramer
- Beste Hauptdarstellerin: Sally Field in Norma Rae – Eine Frau steht ihren Mann
- Bester Nebendarsteller: Melvyn Douglas in Willkommen Mr. Chance
- Beste Nebendarstellerin: Meryl Streep in Kramer gegen Kramer und Die Verführung des Joe Tynan
- Bester ausländischer Film: Der Holzschuhbaum von Ermanno Olmi

### National Board of Review
- Bester Film: Manhattan von Woody Allen
- Beste Regie: John Schlesinger für Yanks – Gestern waren wir noch Fremde
- Bester Hauptdarsteller: Peter Sellers in Willkommen Mr. Chance
- Beste Hauptdarstellerin: Sally Field in Norma Rae – Eine Frau steht ihren Mann
- Bester Nebendarsteller: Paul Dooley in Vier irre Typen – Wir schaffen alle, uns schafft keiner
- Beste Nebendarstellerin: Meryl Streep in Kramer gegen Kramer, Manhattan und Die Verführung des Joe Tynan
- Bester fremdsprachiger Film: Ein Käfig voller Narren von Édouard Molinaro

### Los Angeles Film Critics Association Awards
- Bester Film: Kramer gegen Kramer von Robert Benton
- Beste Regie: Robert Benton für Kramer gegen Kramer
- Bester Hauptdarsteller: Dustin Hoffman in Kramer gegen Kramer
- Beste Hauptdarstellerin: Sally Field in Norma Rae – Eine Frau steht ihren Mann
- Bester Nebendarsteller: Melvyn Douglas in Willkommen Mr. Chance und Die Verführung des Joe Tynan
- Beste Nebendarstellerin: Meryl Streep in Kramer gegen Kramer, Manhattan und Die Verführung des Joe Tynan
- Bester fremdsprachiger Film: Der Soldat von Oranien von Paul Verhoeven
- Lebenswerk: John Huston

### Weitere Filmpreise und Auszeichnungen
- AFI Life Achievement Award: Alfred Hitchcock
- Bodil: Flitterwochen von Bille August
- David di Donatello: Christus kam nur bis Eboli, Der Holzschuhbaum, Vergiß Venedig (Bester italienischer Film) und Baum der Wünsche (Bester ausländischer Film)
- Deutscher Kritikerpreis: Frank Beyer
- Directors Guild of America Award: Michael Cimino für Die durch die Hölle gehen
- Ernst-Lubitsch-Preis: Michael Günther und Elisabeth Bergner für Der Pfingstausflug
- Evening Standard British Film Award: Krieg der Sterne von George Lucas
- Gilde-Filmpreis: Coming Home – Sie kehren heim von Hal Ashby (Gold ausländischer Film), Die Spitzenklöpplerin von Claude Goretta (Silber ausländischer Film), Die linkshändige Frau von Peter Handke (Gold deutscher Film), Messer im Kopf von Reinhard Hauff (Silber deutscher Film)
- Louis-Delluc-Preis: Der König und der Vogel von Paul Grimault
- Montreal World Film Festival: 1 + 1 = 3 von Heidi Genée (Grand Prix of the Americas)
- Nastro d’Argento: Der Holzschuhbaum von Ermanno Olmi und Herbstsonate von Ingmar Bergman
- National Society of Film Critics Award: Frau zu verschenken von Bertrand Blier
- People’s Choice Award: Grease von Randal Kleiser (populärster Musical-Film), Ich glaub’, mich tritt ein Pferd von John Landis (populärster Film), Burt Reynolds (populärster Hauptdarsteller), Olivia Newton-John (populärste Hauptdarstellerin), Jerry Reed (populärster Nebendarsteller), Stockard Channing (populärste Nebendarstellerin)
- Preis der deutschen Filmkritik: Das Ende des Regenbogens von Uwe Frießner
- Toronto International Film Festival: Best Boy von Ira Wohl (Publikumspreis)
- Writers Guild of America Award: Coming Home – Sie kehren heim (Bestes Originaldrehbuch, Drama), Movie Movie (Bestes Originaldrehbuch, Komödie), 12 Uhr nachts – Midnight Express (Bestes adaptiertes Drehbuch, Drama), Der Himmel soll warten (Bestes adaptiertes Drehbuch, Komödie), Neil Simon (Lebenswerk)

## Geburtstage

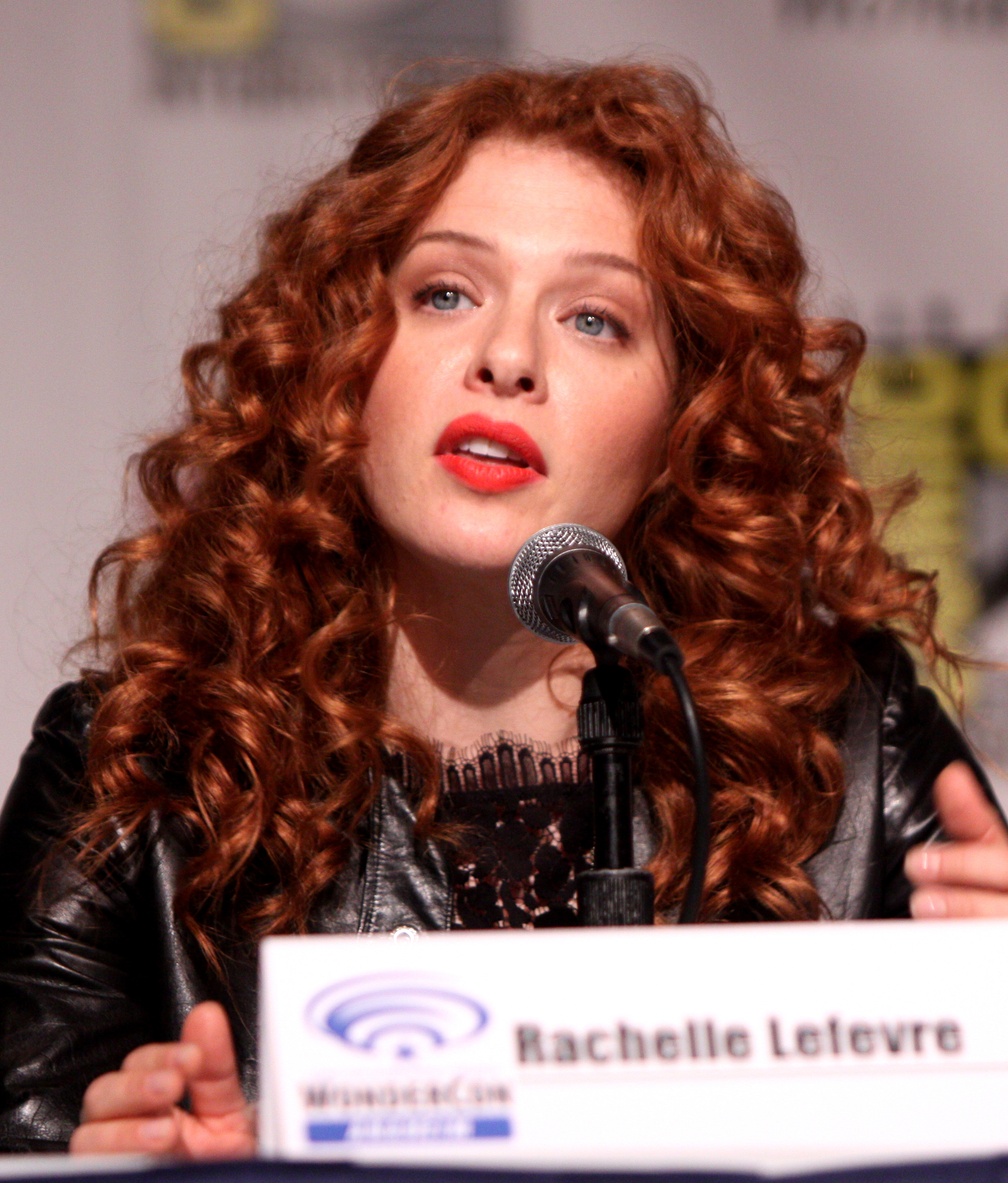
Rachelle Lefèvre (* 1. Februar)

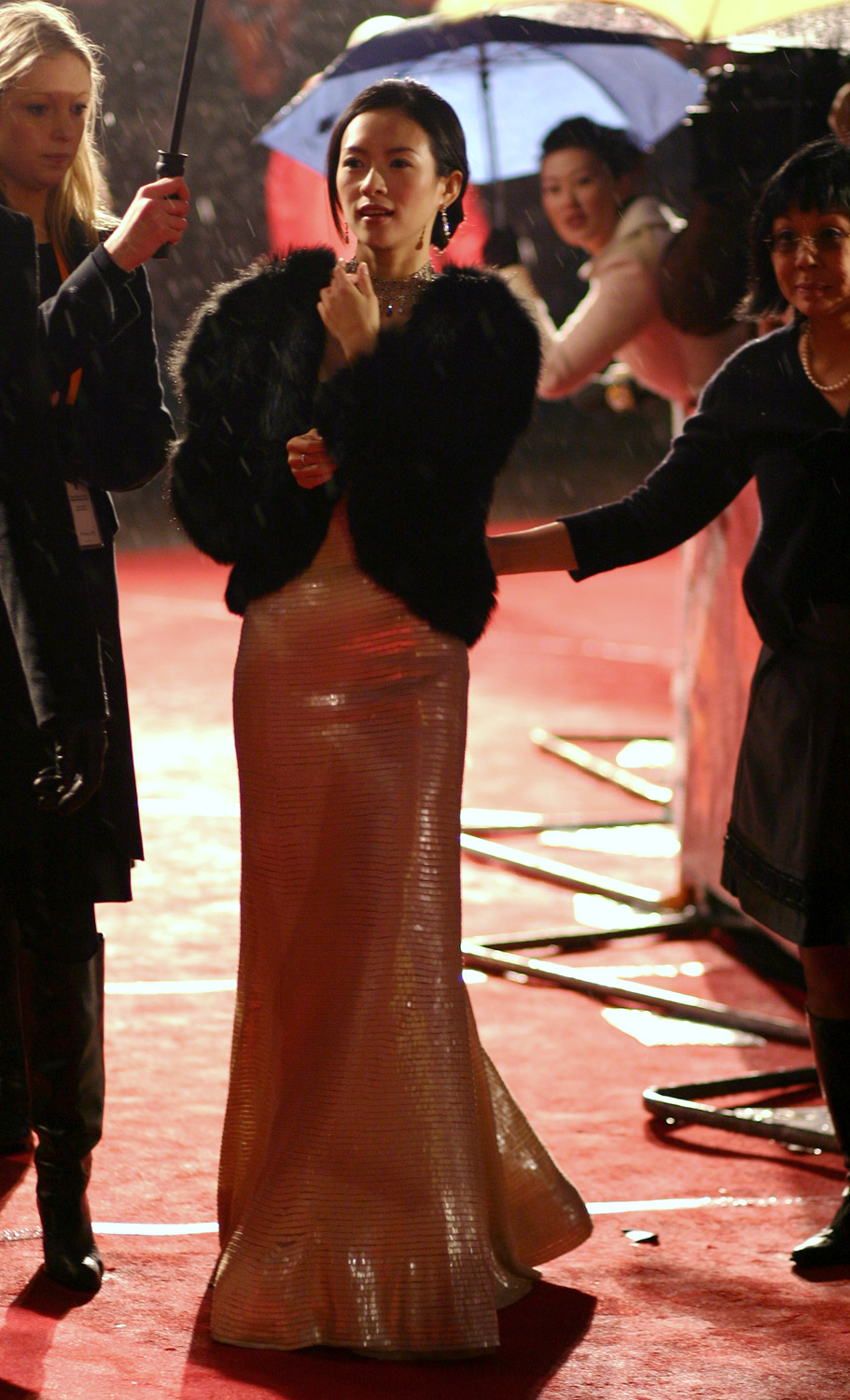
Zhang Ziyi (* 9. Februar)

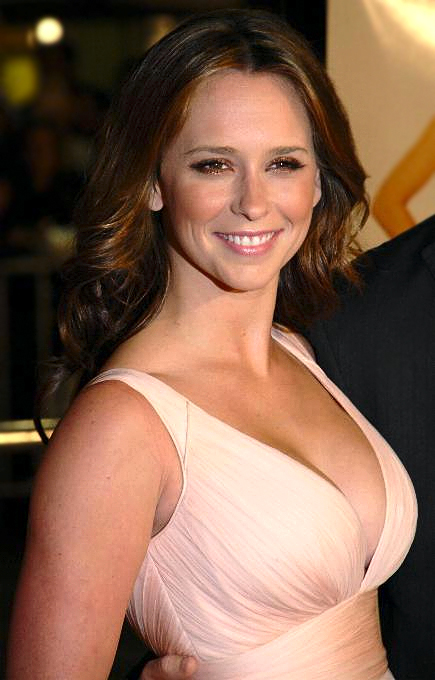
Jennifer Love Hewitt (* 21. Februar)

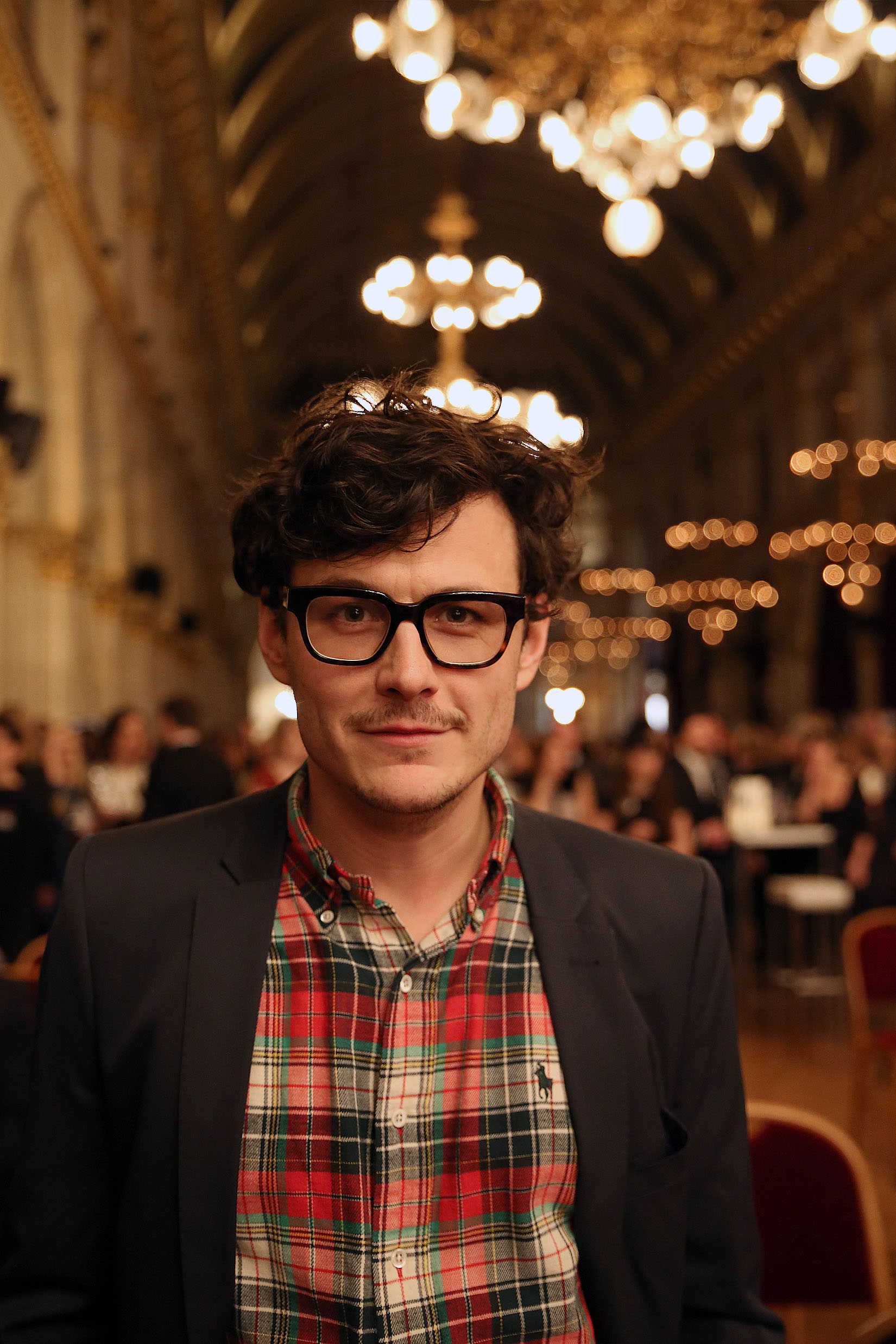
Manuel Rubey (* 26. März)

### Januar bis März
Januar
- 08. Januar: Sarah Polley, kanadische Schauspielerin
- 09. Januar: Joshua Harto, US-amerikanischer Schauspieler
- 09. Januar: Christopher Schärf, österreichischer Schauspieler
- 10. Januar: Maximilian Brückner, deutscher Schauspieler
- 13. Januar: Joko Winterscheidt, deutscher Fernsehmoderator und Schauspieler
- 18. Januar: David Lago, US-amerikanischer Schauspieler
- 25. Januar: Christine Lakin, US-amerikanische Schauspielerin
- 28. Januar: Angelique Cabral, US-amerikanische Schauspielerin
- 29. Januar: Andrew Keegan, US-amerikanischer Schauspieler
- 29. Januar: Francesco D’Macho, italienischer Pornodarsteller

Februar
- 01. Februar: Ana Alexander, serbisch-US-amerikanische Schauspielerin und Model
- 01. Februar: Rachelle Lefèvre, kanadische Schauspielerin
- 02. Februar: Angelika Niedetzky, österreichische Schauspielerin
- 07. Februar: Cerina Vincent, US-amerikanische Schauspielerin
- 09. Februar: Zhang Ziyi, chinesische Schauspielerin
- 11. Februar: Brandy Norwood, US-amerikanische Schauspielerin und Sängerin
- 13. Februar: Mena Suvari, US-amerikanische Schauspielerin
- 14. Februar: Jocelyn Quivrin, französischer Schauspieler († 2009)
- 19. Februar: Caroline Chikezie, britische Schauspielerin
- 21. Februar: Jennifer Love Hewitt, US-amerikanische Schauspielerin
- 21. Februar: Tobias Müller, deutscher Synchronsprecher
- 27. Februar: Alba Rohrwacher, italienische Schauspielerin

März
- 01. März: Lise Risom Olsen, norwegische Schauspielerin
- 05. März: Riki Lindhome, US-amerikanische Schauspielerin
- 08. März: Nick Zano, US-amerikanischer Schauspieler
- 10. März: Bianca Lawson, US-amerikanische Schauspielerin
- 14. März: Chris Klein, US-amerikanischer Schauspieler
- 15. März: Pollyanna McIntosh, britische Schauspielerin
- 18. März: Danneel Harris, US-amerikanische Schauspielerin
- 19. März: Christoph Kornschober, österreichischer Schauspieler
- 20. März: Freema Agyeman, britische Schauspielerin
- 24. März: Lake Bell, US-amerikanische Schauspielerin
- 25. März: Lee Pace, US-amerikanischer Schauspieler
- 26. März: Manuel Rubey, österreichischer Schauspieler
- 30. März: Jose Pablo Cantillo, US-amerikanischer Schauspieler

### April bis Juni
April

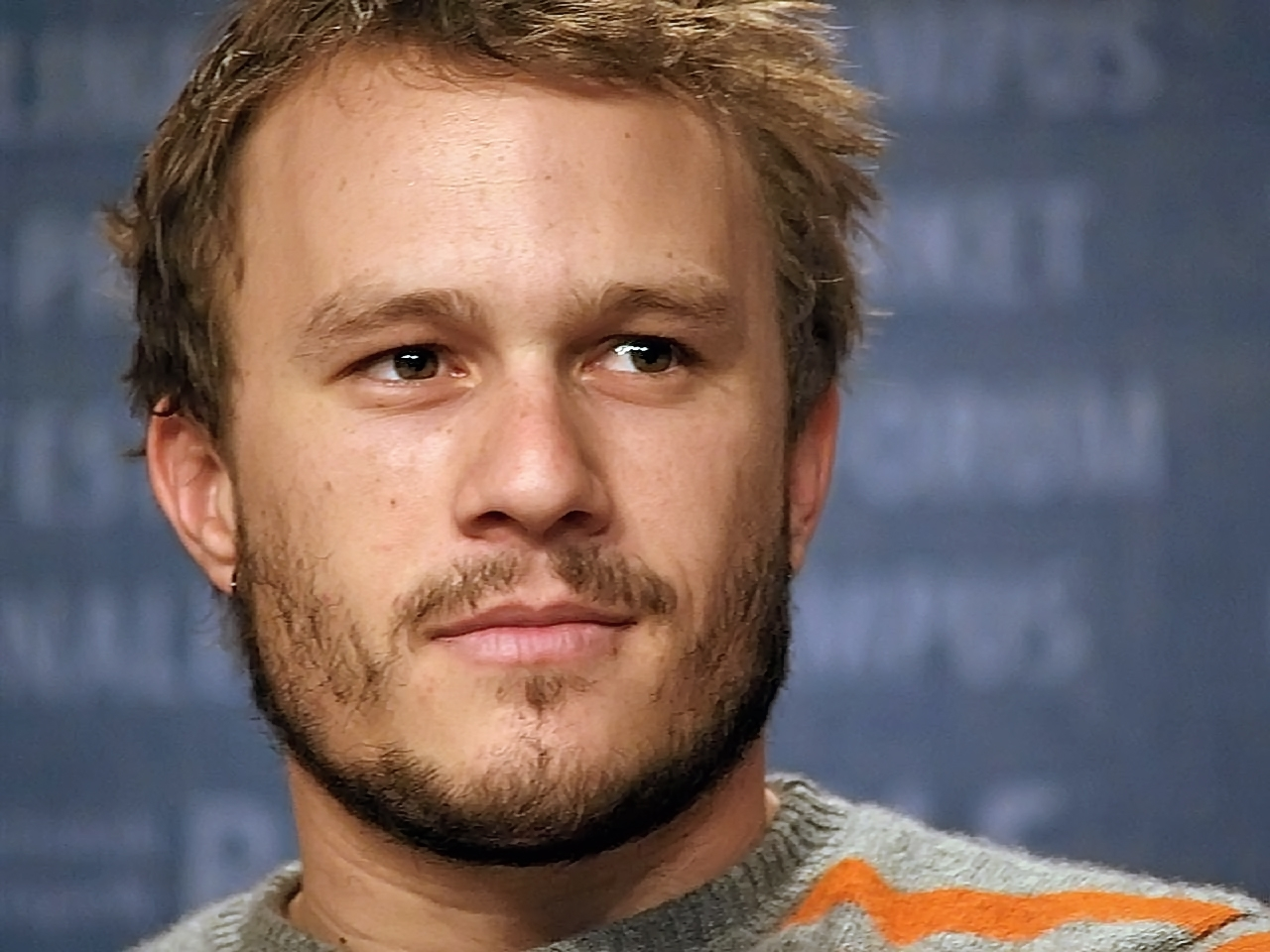
Heath Ledger (* 4. April)

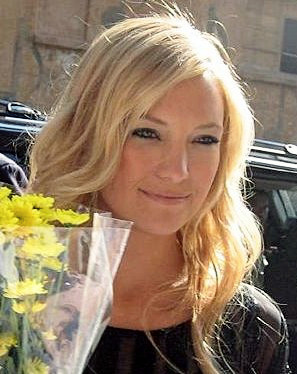
Kate Hudson (* 19. April)

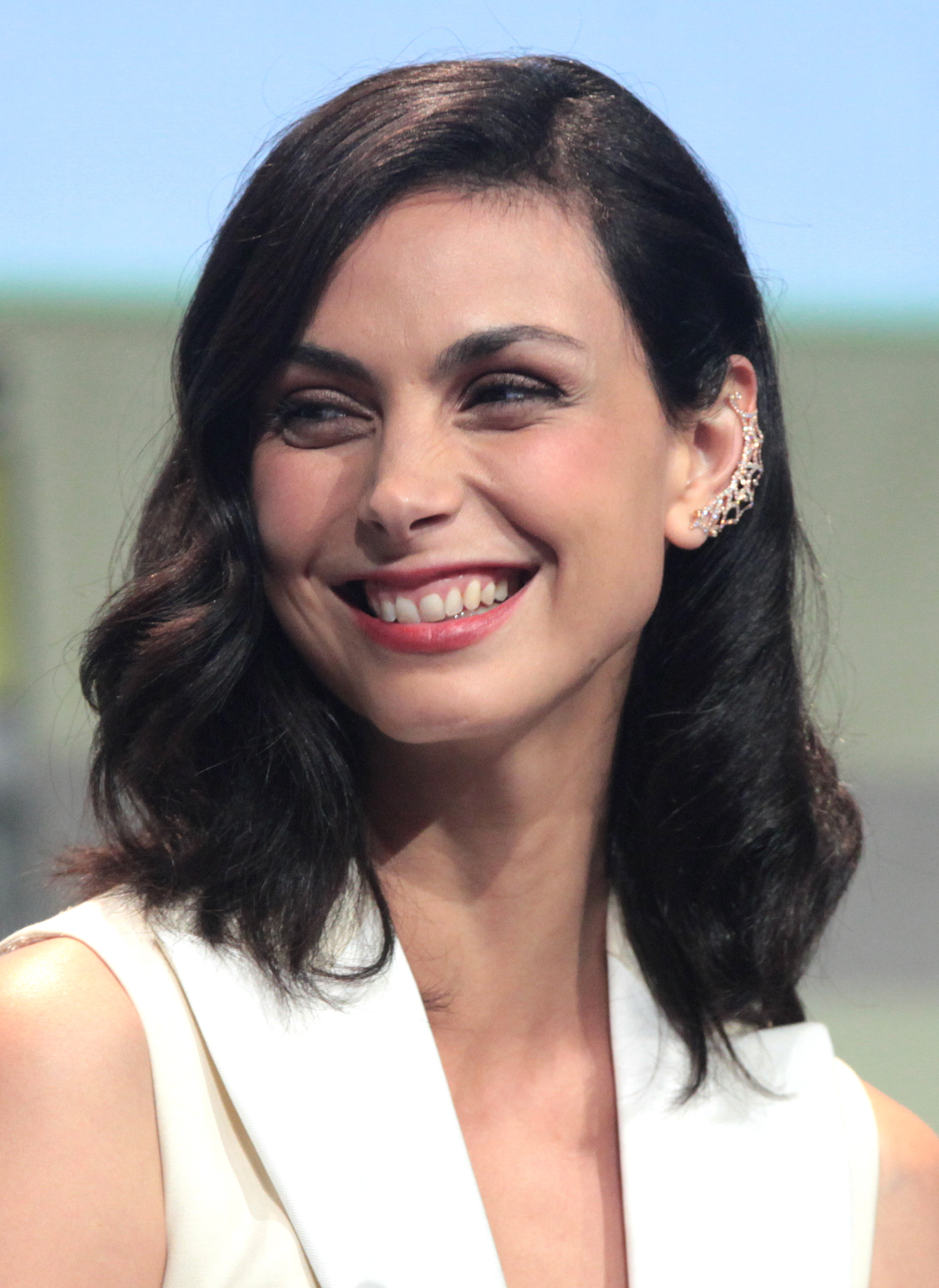
Morena Baccarin (* 2. Juni)

- 02. April: Lindy Booth, kanadische Schauspielerin
- 04. April: Heath Ledger, australischer Schauspieler († 2008)
- 04. April: Natasha Lyonne, US-amerikanische Schauspielerin
- 09. April: Ben Silverstone, britischer Schauspieler
- 12. April: Claire Danes, US-amerikanische Schauspielerin
- 12. April: Jennifer Morrison, US-amerikanische Schauspielerin
- 15. April: Luke Evans, britischer Schauspieler
- 17. April: Ken Duken, deutscher Schauspieler
- 18. April: Peter Hümmeler, deutscher Regisseur
- 19. April: Kate Hudson, US-amerikanische Schauspielerin
- 21. April: James McAvoy, britischer Schauspieler
- 23. April: Jaime King, US-amerikanische Schauspielerin
- 23. April: Anne Schäfer, deutsche Schauspielerin
- 25. April: Giuseppe Andrews, US-amerikanischer Schauspieler
- 26. April: Sara Downing, US-amerikanische Schauspielerin

Mai
- 05. Mai: Vincent Kartheiser, US-amerikanischer Schauspieler
- 09. Mai: Rosario Dawson, US-amerikanische Schauspielerin
- 12. Mai: Aaron Yoo, US-amerikanischer Schauspieler
- 14. Mai: Jamie Draven, britischer Schauspieler
- 20. Mai: Jana Pallaske, deutsche Schauspielerin
- 22. Mai: Maggie Q, US-amerikanische Schauspielerin
- 23. Mai: Stacey Cadman, britische Schauspielerin
- 25. Mai: Corbin Allred, US-amerikanischer Schauspieler
- 26. Mai: Elisabeth Harnois, US-amerikanische Schauspielerin
- 28. Mai: Jesse Bradford, US-amerikanischer Schauspieler
- 28. Mai: Monica Keena, US-amerikanische Schauspielerin
- 30. Mai: Jenny Mollen, US-amerikanische Schauspielerin

Juni
- 01. Juni: Lynn Collins, US-amerikanische Schauspielerin
- 02. Juni: Morena Baccarin, brasilianische Schauspielerin
- 02. Juni: James Ransone, US-amerikanischer Schauspieler
- 05. Juni: Isabell Gerschke, deutsche Schauspielerin
- 07. Juni: Anna Torv, australische Schauspielerin
- 21. Juni: Chris Pratt, US-amerikanischer Schauspieler
- 23. Juni: Luise Bähr, deutsche Schauspielerin
- 25. Juni: Busy Philipps, US-amerikanische Schauspielerin
- 27. Juni: Antonio Wannek, deutscher Schauspieler
- 28. Juni: Felicia Day, US-amerikanische Schauspielerin
- 30. Juni: Rick Gonzalez, US-amerikanischer Schauspieler

### Juli bis September
Juli

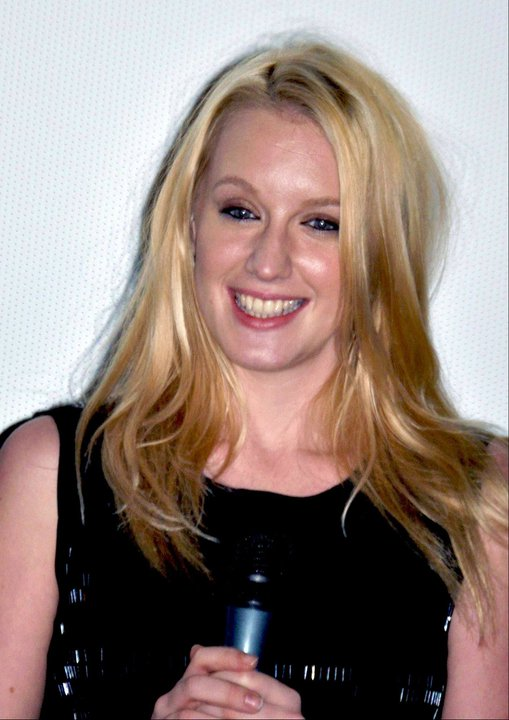
Ludivine Sagnier (* 3. Juli)

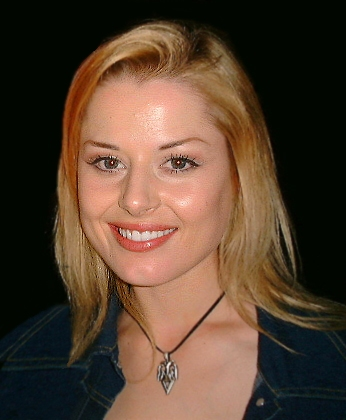
Madeleine West (* 26. Juli)

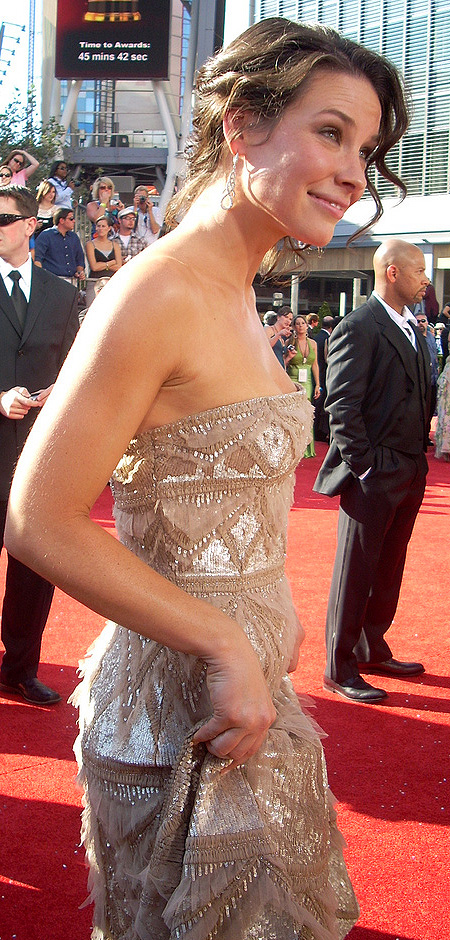
Evangeline Lilly (* 3. August)

- 03. Juli: Elizabeth Hendrickson, US-amerikanische Schauspielerin
- 03. Juli: Ludivine Sagnier, französische Schauspielerin
- 06. Juli: Jan van Weyde, deutscher Schauspieler und Synchronsprecher
- 07. Juli: Patricia Aulitzky, österreichische Schauspielerin
- 14. Juli: Rose Byrne, australische Schauspielerin
- 14. Juli: Scott Porter, US-amerikanischer Schauspieler
- 15. Juli: Laura Benanti, US-amerikanische Schauspielerin
- 16. Juli: Jayma Mays, US-amerikanische Schauspielerin
- 17. Juli: Mike Vogel, US-amerikanischer Schauspieler
- 18. Juli: Zrinka Cvitešić, kroatische Schauspielerin
- 24. Juli: Moritz Grenzebach, deutscher Produzent
- 26. Juli: Mageina Tovah, US-amerikanische Schauspielerin
- 26. Juli: Madeleine West, australische Schauspielerin

August
- 01. August: Jason Momoa, US-amerikanischer Schauspieler
- 02. August: Susanne Bormann, deutsche Schauspielerin
- 03. August: Evangeline Lilly, kanadische Schauspielerin
- 10. August: Joanna García, US-amerikanische Schauspielerin
- 14. August: Sandra McCoy, US-amerikanische Schauspielerin
- 23. August: Ben Braun, deutscher Schauspieler
- 23. August: Friederike Kempter, deutsche Schauspielerin

September
- 09. September: Nikki Deloach, US-amerikanische Schauspielerin
- 11. September: Ariana Richards, US-amerikanische Schauspielerin
- 11. September: Cameron Richardson, US-amerikanische Schauspielerin
- 15. September: Dave Annable, US-amerikanischer Schauspieler
- 15. September: Amy Davidson, US-amerikanische Schauspielerin
- 18. September: Alison Lohman, US-amerikanische Schauspielerin
- 26. September: Mark Famiglietti, US-amerikanischer Schauspieler
- 26. September: Susanne Wuest, österreichische Schauspielerin

### Oktober bis Dezember
Oktober

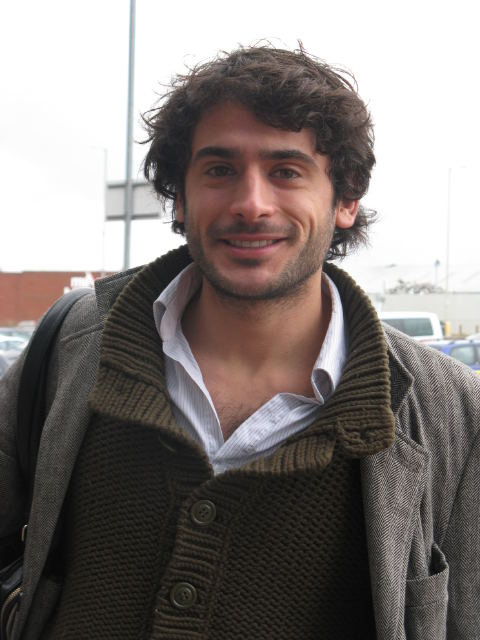
Marc Elliott (* 19. Oktober)

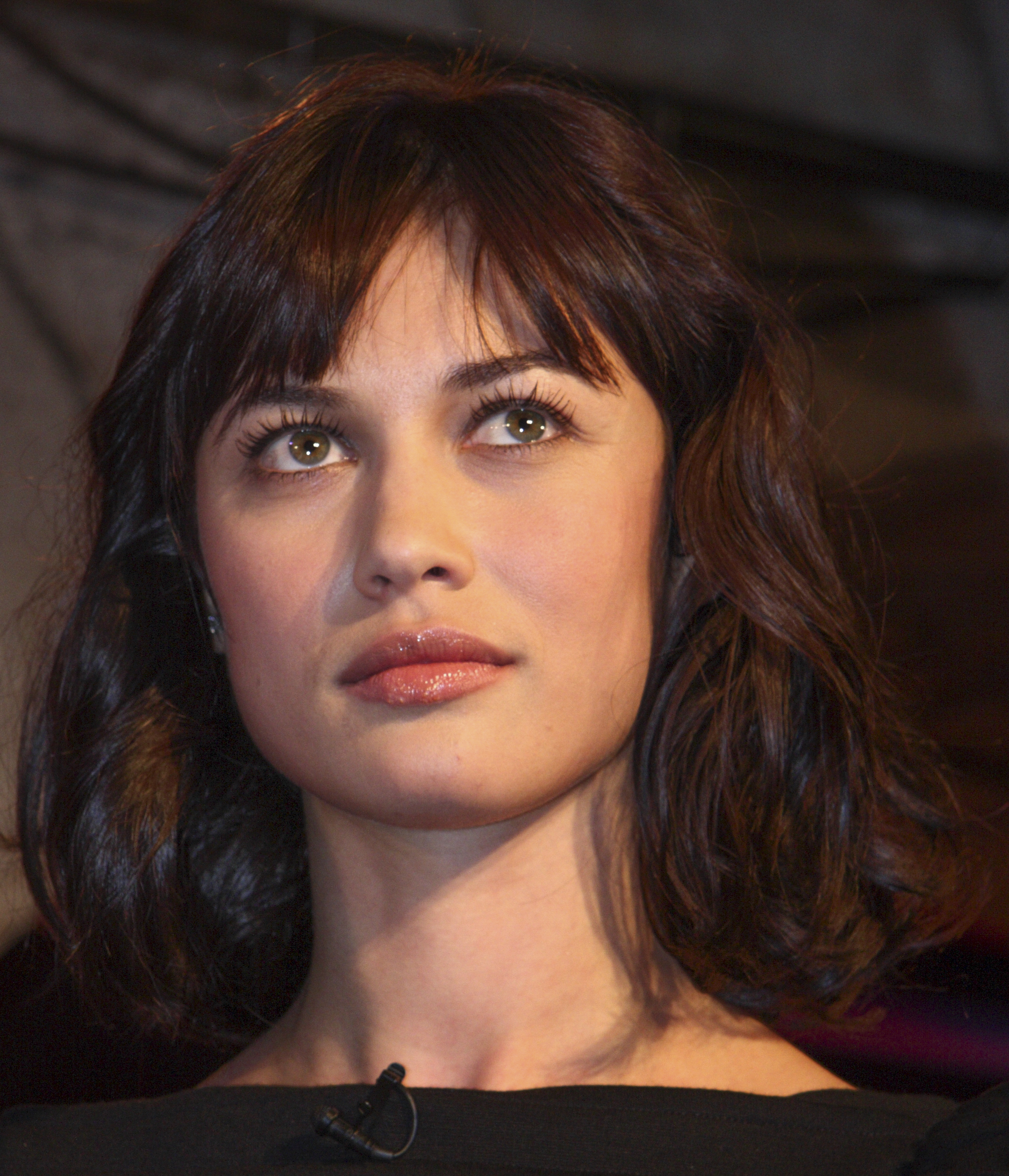
Olga Kurylenko (* 14. November)

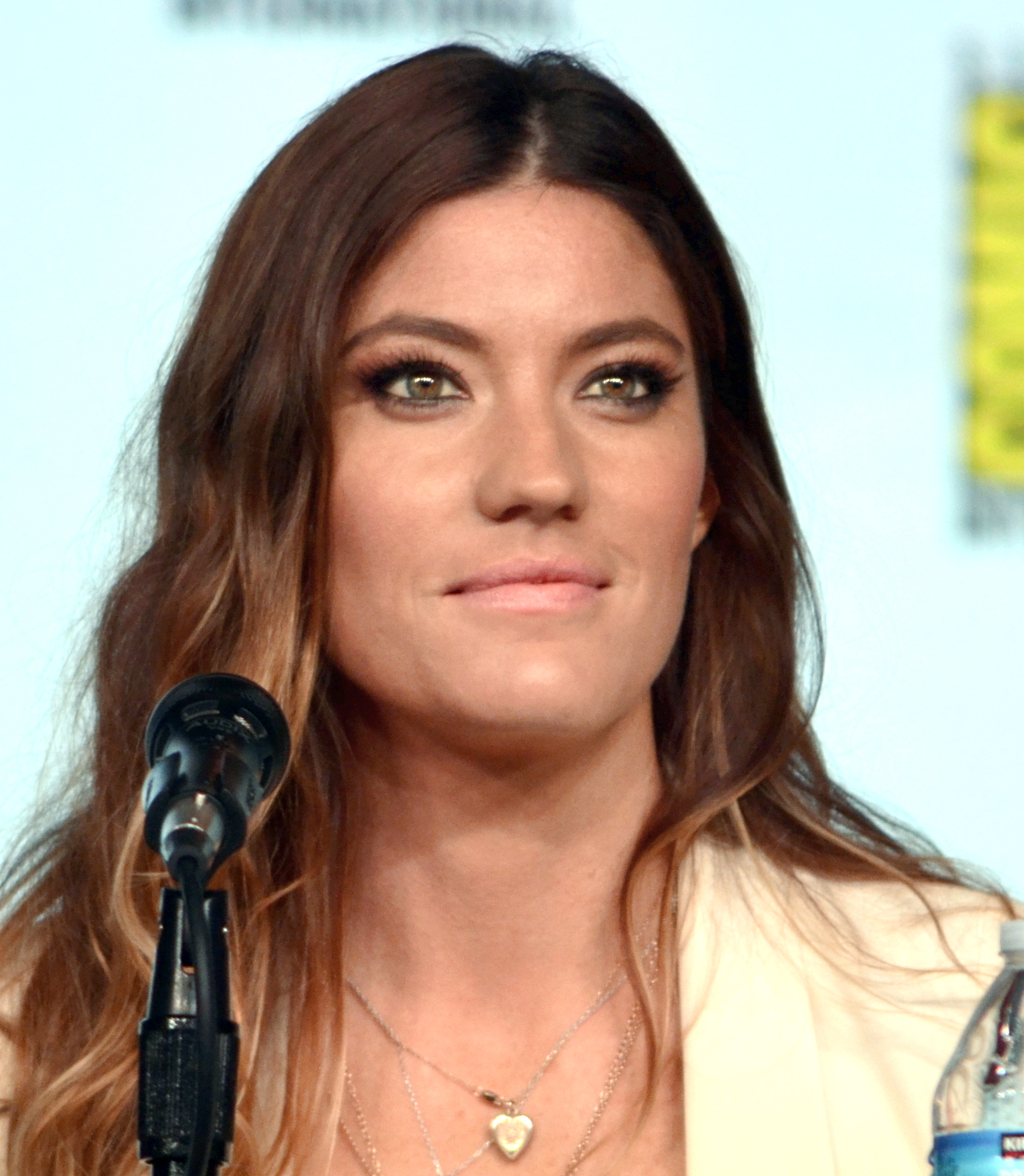
Jennifer Carpenter (* 7. Dezember)

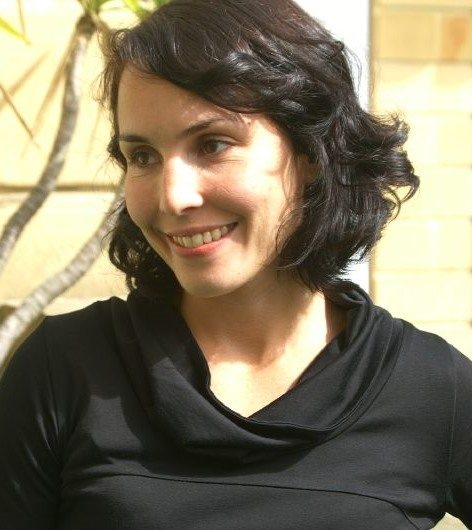
Noomi Rapace (* 28. Dezember)

- 04. Oktober: Rachael Leigh Cook, US-amerikanische Schauspielerin
- 07. Oktober: Tang Wei, chinesische Schauspielerin
- 08. Oktober: Kristanna Loken, US-amerikanische Schauspielerin
- 09. Oktober: Brandon Routh, US-amerikanischer Schauspieler
- 19. Oktober: Marc Elliott, britischer Schauspieler
- 20. Oktober: Nargis Fakhri, US-amerikanische Schauspielerin und Model
- 20. Oktober: John Krasinski, US-amerikanischer Schauspieler
- 20. Oktober: Katharina Schüttler, deutsche Schauspielerin
- 25. Oktober: Sarah Thompson, US-amerikanische Schauspielerin
- 29. Oktober: Max Tsui, deutscher Kameramann
- 31. Oktober: Lilian Klebow, deutsche Schauspielerin und Sängerin

November
- 04. November: Florian Teichtmeister, österreichischer Schauspieler
- 05. November: Heike Warmuth, deutsche Schauspielerin
- 12. November: Coté de Pablo, chilenisch-US-amerikanische Schauspielerin
- 14. November: Mavie Hörbiger, deutsche Schauspielerin
- 14. November: Olga Kurylenko, ukrainische Schauspielerin
- 18. November: Nate Parker, US-amerikanischer Schauspieler, Regisseur, Produzent und Drehbuchautor
- 23. November: Kelly Brook, britische Schauspielerin
- 23. November: Jonathan Sadowski, US-amerikanischer Schauspieler
- 25. November: Jerry Ferrara, US-amerikanischer Schauspieler
- 30. November: Stephen Campbell Moore, britischer Schauspieler

Dezember
- 02. Dezember: Yvonne Catterfeld, deutsche Sängerin und Schauspielerin
- 04. Dezember: Maite Kelly, US-amerikanische Sängerin und Schauspielerin
- 05. Dezember: Nick Stahl, US-amerikanischer Schauspieler
- 07. Dezember: Jennifer Carpenter, US-amerikanische Schauspielerin
- 11. Dezember: Rider Strong, US-amerikanischer Schauspieler
- 15. Dezember: Adam Brody, US-amerikanischer Schauspieler
- 15. Dezember: Alex Solowitz, US-amerikanischer Schauspieler
- 19. Dezember: Kelly Adams, britische Schauspielerin
- 21. Dezember: Colombe Jacobsen-Derstine, US-amerikanische Schauspielerin
- 21. Dezember: Tuva Novotny, schwedische Schauspielerin
- 21. Dezember: Bert Tischendorf, deutscher Schauspieler
- 23. Dezember: Ina Paule Klink, deutsche Schauspielerin
- 24. Dezember: Julia Stoepel, deutsche Schauspielerin und Synchronsprecherin
- 28. Dezember: Noomi Rapace, schwedische Schauspielerin
- 28. Dezember: Sven Waasner, deutscher Schauspieler
- 29. Dezember: Diego Luna, mexikanischer Schauspieler
- 30. Dezember: Kirill Pletnjow, russischer Schauspieler
- 31. Dezember: Elaine Cassidy, irische Schauspielerin
- 31. Dezember: Agnieszka Grochowska, polnische Schauspielerin

### Datum unbekannt
- Rosamund Pike, britische Schauspielerin und Golden-Globe-Preisträgerin
- Anna Pieri Zuercher, Schweizer Schauspielerin

## Verstorbene

### Januar bis März
Januar

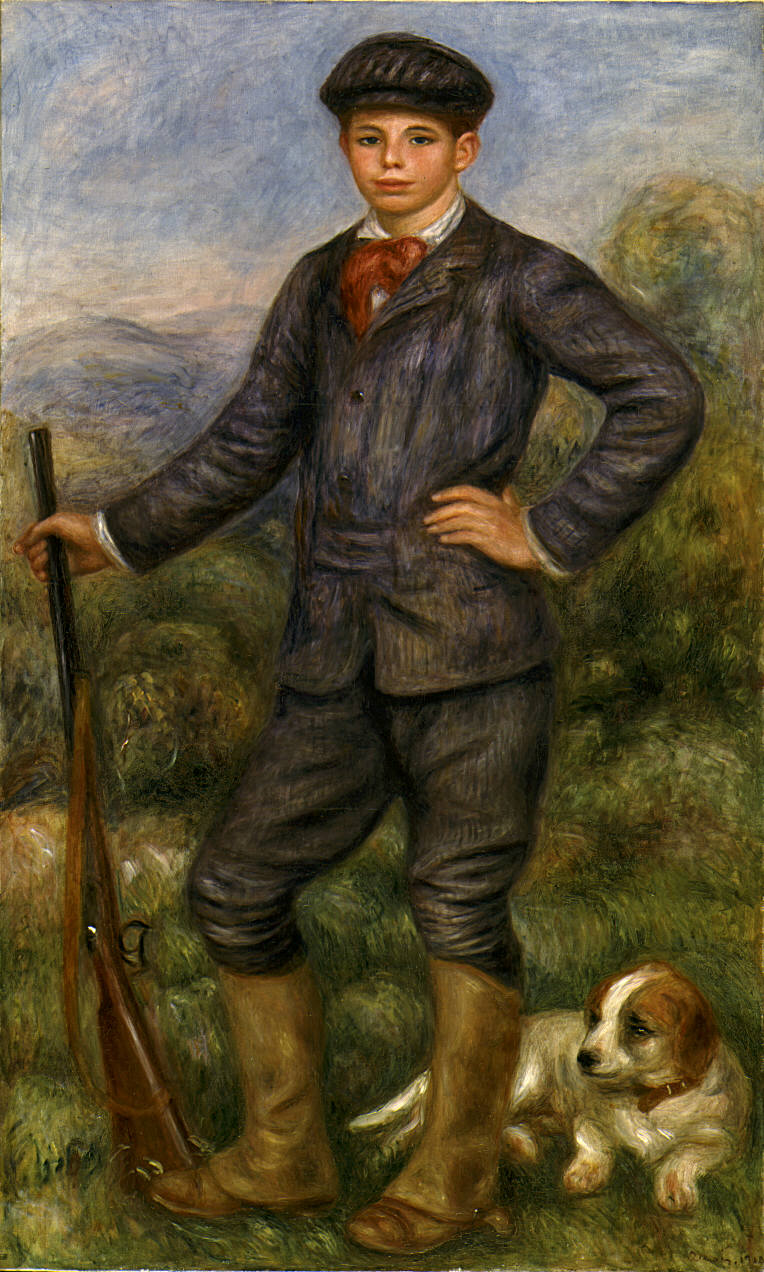
Jean Renoir (1894–1979) als Jäger auf einem Gemälde seines Vaters (1910)

- 03. Januar: Stella Harf, deutsche Schauspielerin (* 1890)
- 04. Januar: Vincent Korda, ungarisch-britischer Szenenbildner (* 1897)
- 09. Januar: Peter Voß, deutscher Schauspieler (* 1891)
- 16. Januar: Peter Butterworth, britischer Schauspieler (* 1919)
- 16. Januar: Ted Cassidy, US-amerikanischer Schauspieler (* 1932)
- 18. Januar: Cyril J. Mockridge, britisch-US-amerikanischer Komponist (* 1896)
- 19. Januar: Paul Meurisse, französischer Schauspieler (* 1912)
- 29. Januar: René Deltgen, luxemburgischer Schauspieler (* 1909)

Februar
- Februar: Manfred Meurer, deutscher Schauspieler und Synchronsprecher (* 1908)
- 12. Februar: Jean Renoir, französischer Regisseur (* 1894)
- 15. Februar: George Dunning, kanadischer Filmregisseur und Animator (* 1920)
- 17. Februar: William Gargan, US-amerikanischer Schauspieler (* 1905)
- 21. Februar: Leopold Hainisch, österreichischer Schauspieler und Regisseur (* 1891)
- 24. Februar: Hans Pössenbacher, deutscher Schauspieler (* 1895)
- 27. Februar: John F. Seitz, US-amerikanischer Kameramann (* 1892)

März
- 01. März: Dolores Costello, US-amerikanische Schauspielerin (* 1903)
- 03. März: Edward H. Griffith, US-amerikanischer Regisseur (* 1894)
- 06. März: Charles Wagenheim, US-amerikanischer Schauspieler (* 1896)
- 20. März: Winton C. Hoch, US-amerikanischer Kameramann (* 1905)
- 30. März: Paul Zils, deutscher Dokumentarfilmer (* 1915)

### April bis Juni
April

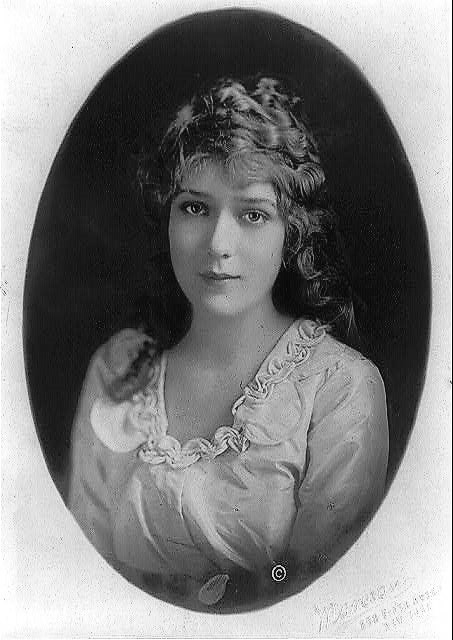
Mary Pickford (1892–1979)

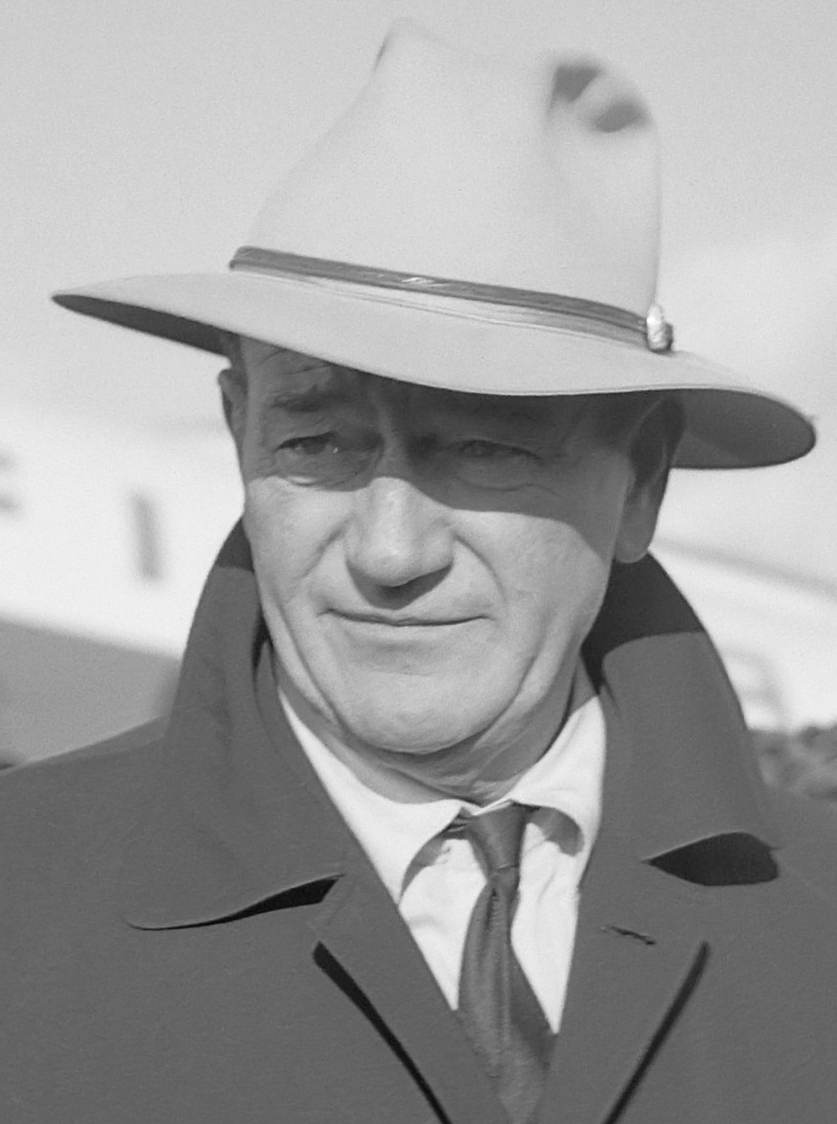
John Wayne (1907–1979)

- 06. April: Norman Tokar, US-amerikanischer Filmregisseur und Schauspieler (* 1919)
- 10. April: Nino Rota, italienischer Komponist (* 1911)
- 12. April: Karl Anton, tschechischer Regisseur (* 1898)
- 14. April: Rudolf Jugert, deutscher Regisseur (* 1907)
- 15. April: Harry Meyen, deutscher Schauspieler und Ehemann von Romy Schneider (* 1924)
- 16. April: P. J. Wolfson, US-amerikanischer Drehbuchautor, Filmproduzent und Schriftsteller (* 1903)

Mai
- 08. Mai: Georges Lampin, französischer Filmregisseur, Drehbuchautor und Filmproduzent (* 1901)
- 08. Mai: Victor Saville, britischer Regisseur und Produzent (* 1895)
- 11. Mai: Joan Chandler, US-amerikanische Schauspielerin (* 1923)
- 16. Mai: Robert Florey, französisch-amerikanischer Regisseur (* 1900)
- 24. Mai: Jan Arvan, US-amerikanischer Schauspieler (* 1913)
- 29. Mai: Mary Pickford, kanadische Schauspielerin (* 1892)

Juni
- 01. Juni: Ján Kadár, tschechischer Regisseur (* 1918)
- 01. Juni: Hans Wolff, deutscher Drehbuchautor, Schauspieler und Regisseur (* 1911)
- 02. Juni: Jim Hutton, US-amerikanischer Schauspieler (* 1934)
- 02. Juni: Larissa Schepitko, sowjetisch-russische Regisseurin und Drehbuchautorin (* 1938)
- 05. Juni: Heinz Erhardt, deutscher Komiker (* 1909)
- 06. Juni: Jack Haley, US-amerikanischer Schauspieler (* 1898)
- 06. Juni: Kazimierz Opaliński, polnischer Schauspieler (* 1890)
- 11. Juni: John Wayne, US-amerikanischer Schauspieler (* 1907)
- 12. Juni: Henry Berman, US-amerikanischer Filmeditor (* 1914)
- 13. Juni: Darla Hood, US-amerikanische Schauspielerin (* 1931)
- 14. Juni: Maria Englstorfer, österreichische Schauspielerin (* 1903)
- 15. Juni: Laurie Bird, US-amerikanische Schauspielerin (* 1953)
- 16. Juni: Nicholas Ray, US-amerikanischer Regisseur (* 1911)
- 19. Juni: Nick Grinde, US-amerikanischer Drehbuchautor (* 1893)
- 22. Juni: Albert Venohr, deutscher Schauspieler (* 1902)

### Juli bis September
Juli
- 03. Juli: Louis Durey, französischer Komponist (* 1888)
- 08. Juli: Michael Wilding, britischer Schauspieler (* 1912)
- 13. Juli: Corinne Griffith, US-amerikanische Schauspielerin (* 1896)
- 18. Juli: Herbert Hennies, deutscher Schauspieler und Drehbuchautor (* 1900)
- 23. Juli: Lizzi Holzschuh, österreichische Schauspielerin (* 1908)
- 25. Juli: Eric Pohlmann, österreichisch-britischer Schauspieler (* 1913)
- 28. Juli: George Seaton, US-amerikanischer Regisseur und Drehbuchautor (* 1911)
- 28. Juli: Frederick Stafford, österreichischer Schauspieler (* 1928)

August
- 06. August: Kurt Kasznar, österreichisch-amerikanischer Schauspieler (* 1913)
- 10. August: Dick Foran, US-amerikanischer Schauspieler (* 1910)
- 17. August: Vivian Vance, US-amerikanische Schauspielerin (* 1909)
- 21. August: Stuart Heisler, US-amerikanischer Regisseur (* 1896)
- 29. August: Mary Marquet, französische Schauspielerin (* 1895)
- 30. August: Jean Seberg, US-amerikanische Schauspielerin (* 1938)
- 31. August: Sally Rand, US-amerikanische Schauspielerin und Tänzerin (* 1904)

September
- 1. September: Doris Kenyon, US-amerikanische Schauspielerin (* 1897)
- 12. September: Jocelyne LaGarde, französisch-polynesische Schauspielerin (* 1924)
- 17. September: Willis Goldbeck, US-amerikanischer Drehbuchautor (* 1898)
- 23. September: Catherine Lacey, britische Schauspielerin (* 1904)
- 24. September: Carl Laemmle junior, US-amerikanischer Produzent (* 1908)
- 26. September: Arthur Hunnicutt, US-amerikanischer Schauspieler (* 1910)
- 27. September: Gracie Fields, britische Schauspielerin (* 1898)
- 28. September: Catherine Hessling, französische Schauspielerin (* 1900)

### Oktober bis Dezember
Oktober
- 01. Oktober: Dorothy Arzner, US-amerikanische Regisseurin (* 1897)
- 02. Oktober: Bernie Gozier, US-amerikanischer Schauspieler (* 1917)
- 06. Oktober: Tatjana Iwanow, deutsche Schauspielerin und Sängerin (* 1925)
- 08. Oktober: Emmaline Henry, US-amerikanische Schauspielerin (* 1928)
- 12. Oktober: Cäcilie Lvovsky, österreichische Schauspielerin (* 1897)
- 17. Oktober: John Stuart, schottischer Schauspieler (* 1898)

November
- 11. November: Dimitri Tiomkin, russischer Komponist (* 1894)
- 15. November: Jed Harris, US-amerikanischer Produzent und Drehbuchautor (* 1900)
- 21. November: Asja Lacis, lettische Schauspielerin und Regisseurin (* 1891)
- 22. November: George Froeschel, österreichisch-amerikanischer Schriftsteller und Drehbuchautor (* 1891)
- 23. November: Merle Oberon, britische Schauspielerin (* 1911)
- 26. November: John Cromwell, US-amerikanischer Regisseur (* 1887)
- 26. November: Marcel L’Herbier, französischer Regisseur, Drehbuchautor und Produzent (* 1888)
- 30. November: Arno Assmann, deutscher Schauspieler, Regisseur und Intendant (* 1908)
- 30. November: Zeppo Marx, US-amerikanischer Komiker (* 1901)

Dezember
- 04. Dezember: Hans Vogt, deutscher Technikpionier (* 1890)
- 05. Dezember: Lesley Selander, US-amerikanischer Regisseur und Kameramann (* 1900)
- 08. Dezember: Nikolai Grizenko, sowjetischer Schauspieler (* 1912)
- 09. Dezember: James Neilson, US-amerikanischer Regisseur (* 1909)
- 10. Dezember: Ann Dvorak, US-amerikanische Schauspielerin (* 1912)
- 22. Dezember: Darryl F. Zanuck, US-amerikanischer Produzent (* 1902)
- 23. Dezember: Ernest B. Schoedsack, US-amerikanischer Regisseur und Kameramann (* 1893)
- 25. Dezember: Joan Blondell, US-amerikanische Schauspielerin (* 1906)
- 29. Dezember: Leo Arnstam, sowjetischer Regisseur (* 1905)
- 30. Dezember: Richard Rodgers, US-amerikanischer Komponist (* 1902)